# Volkmarster Lune
Die Volkmarster Lune ist ein linker Nebenfluss der Lune in den Landkreisen Rotenburg (Wümme) und Cuxhaven in Niedersachsen in Deutschland. Ihr Ursprung liegt im Zentrum von Volkmarst.

## Geographie
Die Volkmarster Lune entspringt im Zentrum von Volkmarst, verläuft anschließend in geradlinigen Abschnitten etwa 0,8 km an der Appelner Straße (Volkmarst–Appeln) und danach nach Nordwesten Richtung Appeln. Dort mündet sie nach einem relativ begradigten Abschnitt in die Lune.

### Ortschaften
Die Volkmarster Lune verläuft nur durch die zwei Ortschaften Appeln und Volkmarst. Sie ist wenige Kilometer von der südlich verlaufenden Kreisgrenze Rotenburg (Wümme) – Cuxhaven entfernt.